# Vekarus
Vekarus är en sjö i kommunen Rautjärvi i landskapet Södra Karelen i Finland. Arean är 20 hektar och strandlinjen är 2,61 kilometer lång.  Den  ingår i Vuoksens huvudavrinningsområde.  Sjön ligger omkring 59 kilometer öster om Villmanstrand och omkring 260 kilometer nordöst om Helsingfors. 
I sjön finns ön Vekarussaari. 